# Iniziativa Femminista (Polonia)
Iniziativa Femminista (in polacco: Inicjatywa Feministyczna - IF) è stato un partito politico polacco; registrato l'11 gennaio 2007 con la denominazione di Partito delle Donne (Partia Kobiet - PK), ha assunto l'attuale nome nel 2016.
Il partito mira a difendere i diritti delle donne.
In un sondaggio dell'aprile 2007, il PK si posizionò terzo con l'11% delle preferenze; il 60% delle donne intervistate indicò la sua preferenza per il PK.

## Leader
- 2007 – Manuela Gretkowska
- 2007-2010 – Anna Kornacka
- 2010-2012 – Iwona Piątek
- 2012 – Małgorzata Bielawska
- 2012-2016 – Iwona Piątek
- 2016-2018 – Elżbieta Jachlewska (candidata in Coalizione Europea alle europee del 2019)